# Dendrophthoe pulchra
Dendrophthoe pulchra là một loài thực vật có hoa trong họ Loranthaceae. Loài này được (DC.) G.Don mô tả khoa học đầu tiên năm 1834.